# 시베리아큰뿔양
시베리아큰뿔양(Siberian bighorn sheep, 학명: Ovis nivicola)은 소과 양속에 속하는 양의 일종이다. 시베리아 북동부의 산악지대에서 발견된다. 아종 중의 하나인 푸토라나빅혼()은 다른 종들과 함께 포토라나산맥에 고립되어 서식하고 있다. 시베리아빅혼의 근연종은 북아메리카 큰뿔양과 돌산양이다.

## 아종
- 콜리마빅혼 또는 추콧카빅혼 (O. n. ssp)
- 코리약빅혼 (O. n. koriakorum)
- 오호츠크빅혼 (O. n. alleni)
- 야쿠티아빅혼 (O. n. lydekkeri)
- 캄차카빅혼 (O. n. nivicola)
- 푸토라나빅혼 (O. n. borealis)